# Mark Hendrikx
Marc Hendrikx (Hamont, 2 de julho de 1974) é um futebolista da Bélgica que jogou na posição de medio.